# Efebo coronándose a sí mismo
Efebo coronándose a sí mismo, también conocido como Autostephanoumenos, es un fragmento de 48 cm de altura de una estela votiva griega del período clásico, de hacia el año 460 a. C., tallado en bajorrelieve sobre mármol pentélico y conservado en el Museo Arqueológico Nacional de Atenas. Es un ejemplo de escultura ática en estilo severo.
El efebo, probablemente un joven atleta victorioso, se pone la mano en la frente para coronarse. La corona o guirnalda de metal que portaba inicialmente, hoy perdida, se sujetó al mármol con nueve o diez agujeros de fijación.  
La cara se presenta de perfil y el torso de tres cuartos. 
El cabello, atado con una cinta que pasa alrededor de la cabeza, forma rizos cortos que cubren las orejas hasta la nuca. El pecho y los brazos están representados según el ideal de la época. El fondo fue pintado de un tono azul profundo, como demuestran los restos de pintura. 
La estela fue encontrada en 1915 en el templo de Poseidón en el cabo Sunio.   